# ینشتین
ینشتین (به چکی: Jenštejn) یک منطقهٔ مسکونی در جمهوری چک است که در ناحیه پراگ-شرق واقع شده‌است. ینشتین ۵٫۰۹ کیلومتر مربع مساحت و ۹۴۵ نفر جمعیت دارد و ۲۳۲ متر بالاتر از سطح دریا واقع شده‌است.